# Pisciotta

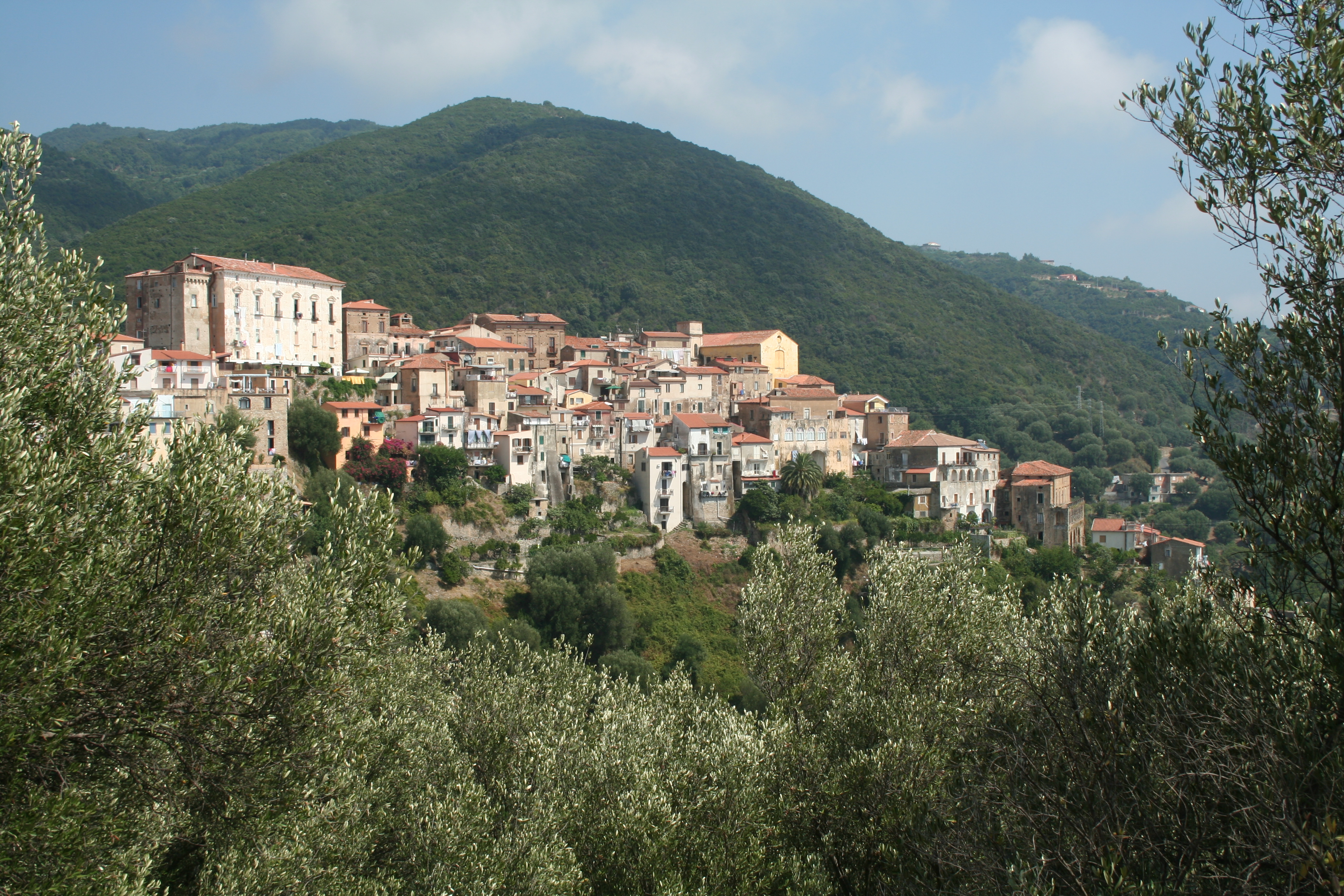
Pisciotta

Pisciotta ist eine italienische Gemeinde mit 2424 Einwohnern (Stand 31. Dezember 2023) in der Provinz Salerno in der Region Kampanien. Sie ist Teil der Comunità Montana Zona del Lambro e del Mingardo.

## Geographie
Pisciotta bedeckt eine Fläche von 30 km². Der Ortskern, der sich rund um den Palazzo Ciaccio gebildet hat, befindet sich 171 m über dem Meeresspiegel. Zu den Nachbargemeinden gehören: Ascea, Centola und San Mauro la Bruca.

Pisciotta besteht außer dem Ortskern noch aus weiteren Ortsteilen. Caprioli und Marina di Pisciotta liegen an der Küste und sind Mitglied der Costiera Cilentana. Rodio liegt weiter im Landesinneren auf etwa 400 m s.l.m.

## Geschichte
Der Ort ist am Anfang des 10. Jahrhunderts entstanden, nachdem Einwohner aus der nahegelegenen Stadt Bussento von den Sarazenen überfallen wurden und hierher flüchteten.

## Persönlichkeiten
- Erminio Azzaro (* 1948), Hochspringer